# Динамо (Харків) у сезоні 1988—1989
Сезон 1988/1989 став десятим в історії хокейної команди харківського «Динамо» і першим у вищій лізі чемпіонату СРСР. У другій половині сезону дебютанти грали у перехідному турнірі і зберегли на наступний сезон місце в еліті радянського хокею.

## Турнір газети «Советский спорт»
Традиційно сезон розпочався з турніру на призи газети «Советский спорт». Змагання проходили з 21 по 27 серпня 1988 року в Києві, Челябінську, Ризі й Свердловську. У Києві грали три українські команди, «Крила Рад» (Москва), ВСЖ (Кошице, Чехословаччина) і «Сайпа» (Лаппеенранта, Фінляндія).
| М | Команда                | І | Пер | Н | Пор | Ш       | О |
| - | ---------------------- | - | --- | - | --- | ------- | - |
| 1 | «Крила Рад» (Москва)   | 5 | 4   | 1 | 0   | 27 — 17 | 9 |
| 2 | «Сокіл» (Київ)         | 5 | 4   | 0 | 1   | 27 — 13 | 8 |
| 3 | «Динамо» (Харків)      | 5 | 3   | 0 | 2   | 22 — 19 | 6 |
| 4 | ВСЖ (Кошице)           | 5 | 2   | 0 | 3   | 30 — 17 | 4 |
| 5 | ШВСМ (Київ)            | 5 | 1   | 1 | 3   | 19 — 29 | 3 |
| 6 | «Сайпа» (Лаппеенранта) | 5 | 0   | 0 | 5   | 11 — 41 | 0 |

Результати матчів:
- «Крила Рад» — 3:8 (Глушенков, Сидоров, Печенєв — Хмильов-2, Єсмантович, Одинцов, Бондарєв, Пряхін, РОмашин, Канарейкін)
- «Сокіл» — 2:5 (Коржилов, Анферов — Валіуллін, Степанищев, Кузнецов, Шастін, Наріманов)
- ВСЖ — 4:3 (Повечеровський, Анферов, Карамнов, Печенєв — Сикора, Бартанус, Воділа[ru])
- ШВСМ — 7:3 (Юнусов-2, Трасеух, Хоменко, Єршов, Варивончик, Шаргородський — Куликов, Сливинський, Туришев)
- «Сайпа» — 6:0 (Печенєв, Кожокін, Сидоров, Анферов, Мажугін, Юнусов — ?)

Склад команди на турнірі:
| 3. «Динамо» (Харків) |
| Воротарі: Олександр Васильєв (2 матчі), Костянтин Капкайкін (2), Геннадій Ушаков (1). Захисники: Андрій Бущан (5), Валерій Кузнецов (5), Андрій Мажугін (5, 1 гол), Анатолій Хоменко (5, 1), Сергій Алексєєв (3), Олег Шаргородський (3, 1), Володимир Любкін (5), Олександр Печенєв (5, 3), Віктор Глушенков (3, 1). Нападники: Олексій Трасеух (5, 1), Ігор Коржилов (5, 1), Андрій Сидоров, Валерій Чорний (2), Владислав Єршов (5, 1), Костянтин Буценко (1), Анатолій Варивончик (5, 1), Геннадій Кожокін (4, 1), Михайло Анферов (4, 3), Ігор Фуніков (4), Альфред Юнусов (5, 3), Сергій Повечеровський (5, 1), Віталий Карамнов (5, 1), Геннадій Самойленко (3). |

## Вища ліга
| М  | Команда                      | І  | Пер | Н | Пор | Ш      | О  |
| -- | ---------------------------- | -- | --- | - | --- | ------ | -- |
| 1  | ЦСКА (Москва)                | 26 | 17  | 4 | 5   | 133-69 | 38 |
| 2  | «Динамо» (Москва)            | 26 | 15  | 4 | 7   | 100-61 | 34 |
| 3  | «Крила Рад» (Москва)         | 26 | 14  | 5 | 7   | 90-74  | 33 |
| 4  | «Хімік» (Воскресенськ)       | 26 | 12  | 8 | 6   | 84-72  | 32 |
| 5  | «Спартак» (Москва)           | 26 | 12  | 5 | 9   | 90-70  | 29 |
| 6  | «Сокіл» (Київ)               | 26 | 11  | 6 | 9   | 88-81  | 28 |
| 7  | «Динамо» (Рига)              | 26 | 11  | 5 | 10  | 72-71  | 27 |
| 8  | «Автомобіліст» (Свердловськ) | 26 | 12  | 3 | 11  | 86-99  | 27 |
| 9  | СКА (Ленінград)              | 26 | 9   | 6 | 11  | 67-77  | 24 |
| 10 | «Трактор» (Челябінськ)       | 26 | 10  | 4 | 12  | 67-74  | 24 |
| 11 | «Торпедо» (Ярославль)        | 26 | 10  | 3 | 13  | 81-87  | 23 |
| 12 | «Динамо» (Мінськ)            | 26 | 7   | 6 | 13  | 78-95  | 20 |
| 13 | «Динамо» (Харків)            | 26 | 5   | 4 | 17  | 69-122 | 14 |
| 14 | «Торпедо» (Горький)          | 26 | 4   | 3 | 19  | 57-103 | 11 |

Тур за туром:
| Тур | Дата | Господарі             | Рахунок | Гості                 | Автори закинутих шайб |
| --- | ---- | --------------------- | ------- | --------------------- | --- |
| 1   |      | «Динамо» (Харків)     | 1:7     | «Динамо» (Мінськ)     | Юнусов — В. Циплаков, Хаткевич, Ковальов (3), Захаров, Громилін                                                             |
| 2   |      | «Динамо» (Москва)     | 5:1     | «Динамо» (Харків)     | Антипов, Зубрильчев, Семак, Первухін, Свєтлов — Фуніков                                                                     |
| 3   |      | «Динамо» (Харків)     | 3:3     | «Трактор»             | Кузнецов, Алексєєв, Сидоров — Суханов, Тимофєєв, Баландін                                                                   |
| 4   |      | «Динамо» (Харків)     | 4:5     | «Автомобіліст»        | Карамнов, Сидоров (2), Юнусов — Мішенін, Анісімов, Бякін, Старков,Мартем'янов                                               |
| 5   |      | «Торпедо» (Горький)   | 4:3     | «Динамо» (Харків)     | Торгаєв, Новосьолов (2), Кіреєв — Анферов, Юнусов (2)                                                                       |
| 6   |      | «Крила Рад»           | 3:2     | «Динамо» (Харків)     | Хмильов, Штепа, Єсмантович — Юнусов, Алексєєв                                                                               |
| 7   |      | «Динамо» (Харків)     | 1:2     | «Торпедо» (Ярославль) | Фуніков — Амелін, Масленников                                                                                               |
| 8   |      | «Динамо» (Харків)     | 1:4     | «Спартак»             | Варивончик — Тюриков, Шипицин, Марінін, Прохоров                                                                            |
| 9   |      | «Динамо» (Харків)     | 1:7     | «Сокіл»               | Сидоров — Христич (2), Синьков (2), Малков, Юлдашев, Аліпов                                                                 |
| 10  |      | «Динамо» (Рига)       | 6:2     | «Динамо» (Харків)     | Дурдін (2), Томаніс, Белявський (2), Хехтс — Мажугін, Фуніков                                                               |
| 11  |      | СКА                   | 3:4     | «Динамо» (Харків)     | Кравець, А. Андрєєв, Свержов — Анферов, Глушенков, Хоменко, Буценко                                                         |
| 12  |      | «Динамо» (Харків)     | 3:6     | «Хімік»               | Кожокін, Повечеровський, Трасеух — Оксюта, Брагін, Востриков, Малигін (2), Д. Квартальнов                                   |
| 13  |      | «Динамо» (Харків)     | 4:4     | ЦСКА                  | Юнусов (2), Буценко, Фуніков — Макаров, Могильний, В'язмикін, Стельнов                                                      |
| 14  |      | «Трактор»             | 3:2     | «Динамо» (Харків)     | Баландін, Андросов, Суханов — Трасеух, Фуніков                                                                              |
| 15  |      | «Автомобіліст»        | 5:2     | «Динамо» (Харків)     | Осипов, Гатаулін (2), Старков, Каменський — Глушенков, Хоменко                                                              |
| 16  |      | «Динамо» (Харків)     | 2:1     | «Торпедо» (Горький)   | Печенєв, Фуніков — Новосьолов                                                                                               |
| 17  |      | «Динамо» (Харків)     | 3:5     | «Крила Рад»           | Коржилов, Хоменко, Повечеровський — Гордіюк, Золотов, Канарейкін, Хмильов, Одинцов                                          |
| 18  |      | «Торпедо» (Ярославль) | 3:7     | «Динамо» (Харків)     | Юшкевич, Амелін, Масленников — Юнусов, Єршов, Кожокін, Анферов, Хоменко, Трасеух, Повечеровський                            |
| 19  |      | «Спартак»             | 5:2     | «Динамо» (Харків)     | Мишуков, Карпов, Агейкін, Фаткуллін, Ткачук — Кожокін, Мажугін                                                              |
| 20  |      | «Сокіл»               | 4:6     | «Динамо» (Харків)     | Степанищев, Шастін, Ширяєв, Христич — Карамнов (2), Анферов (2), Повечеровський, Коржилов                                   |
| 21  |      | «Динамо» (Харків)     | 2:2     | «Динамо» (Рига)       | Глушенков (2) — Болдавешко, Акулінін                                                                                        |
| 22  |      | «Динамо» (Харків)     | 2:2     | СКА                   | Сидоров, Єршов — Торопченко, Лавров                                                                                         |
| 23  |      | ЦСКА                  | 15:2    | «Динамо» (Харків)     | Макаров, Хомутов (3), Биков (2), Стариков, Крутов (2), Буре (2), Могильний, Фетісов, Гареєв, Вязмикін — Хоменко, Литвиненко |
| 24  |      | «Хімік»               | 3:5     | «Динамо» (Харків)     | Галкін, Оксюта, Востриков — Сидоров, Єршов, Кожокін, Фуніков (2)                                                            |
| 25  |      | «Динамо» (Мінськ)     | 5:3     | «Динамо» (Харків)     | Панков, Дмитрієв, Занковець, Расолько, Єрастов — Анферов, Карамнов, Фуніков                                                 |
| 26  |      | «Динамо» (Харків)     | 1:10    | «Динамо» (Москва)     | Сидоров — Семак, Дорофєєв, Ломакін, Леонов, Федотов, П'ятанов, Попихін, Антипов, Зубрильчев, Волгін                         |

## Перехідний турнір
| М   | Команда                       | І  | Пер | Н | Пор | Ш       | О  |
| --- | ----------------------------- | -- | --- | - | --- | ------- | -- |
| 1.  | «Динамо» (Мінськ)             | 36 | 25  | 1 | 10  | 142-106 | 51 |
| 2.  | «Торпедо» (Усть-Каменогорськ) | 36 | 24  | 2 | 10  | 199-133 | 50 |
| 3.  | «Торпедо» (Ярославль)         | 36 | 24  | 2 | 10  | 167-111 | 50 |
| 4.  | «Динамо» (Харків)             | 36 | 23  | 2 | 11  | 144-102 | 48 |
| 5.  | «Торпедо» (Горький)           | 36 | 21  | 3 | 12  | 114-97  | 45 |
| 6.  | СК ім. Урицького (Казань)     | 36 | 15  | 7 | 14  | 129-115 | 37 |
| 7.  | «Салават Юлаєв» (Уфа)         | 36 | 9   | 3 | 24  | 115-164 | 21 |
| 8.  | «Сибір» (Новосибірськ)        | 36 | 9   | 2 | 25  | 123-158 | 20 |
| 9.  | «Кристал» (Електросталь)      | 36 | 7   | 5 | 24  | 118-203 | 19 |
| 10. | «Торпедо» (Тольятті)          | 36 | 7   | 5 | 24  | 102-164 | 19 |

## Статистика гравців
| Гравець               | Вища ліга | Вища ліга | Вища ліга | Вища ліга | Вища ліга | Перехідний турнір | Перехідний турнір | Перехідний турнір | Перехідний турнір | Перехідний турнір |
| Гравець               | І         | Г         | П         | О         | ШХ        | І                 | Г                 | П                 | О                 | ШХ                |
| Воротарі              | Воротарі  | Воротарі  | Воротарі  | Воротарі  | Воротарі  | Воротарі          | Воротарі          | Воротарі          | Воротарі          | Воротарі          |
| --------------------- | --------- | --------- | --------- | --------- | --------- | ----------------- | ----------------- | ----------------- | ----------------- | ----------------- |
| Геннадій Ушаков       | 14        |           |           |           |           | 29                |                   |                   |                   |                   |
| Костянтин Капкайкін   | 10        |           |           |           |           | 13                |                   |                   |                   |                   |
| Олександр Васильєв    | 7         |           |           |           |           | —                 | —                 | —                 | —                 | —                 |
| Захисники             |           |           |           |           |           |                   |                   |                   |                   |                   |
| Анатолій Хоменко      | 24        | 5         | 3         | 8         | 14        | 36                | 3                 | 4                 | 7                 | 26                |
| Віктор Глушенков      | 24        | 4         | 2         | 6         | 20        | 36                | 4                 | 7                 | 11                | 10                |
| Андрій Мажугін        | 23        | 2         | 3         | 5         | 35        | 35                | 7                 | 4                 | 11                | 14                |
| Сергій Алексєєв       | 26        | 2         | 2         | 4         | 18        | 31                | 2                 | 3                 | 5                 | 16                |
| Олександр Печенєв     | 25        | 1         | 2         | 3         | 8         | 35                | 3                 | 6                 | 9                 | 18                |
| Олег Шаргородський    | 23        | 0         | 1         | 1         | 8         | 36                | 6                 | 3                 | 9                 | 21                |
| Володимир Любкін      | 21        | 0         | 3         | 3         | 6         | —                 | —                 | —                 | —                 | —                 |
| Борис Михальченко     | 17        | 0         | 0         | 0         | 10        | 31                | 0                 | 4                 | 4                 | 18                |
| Валерій Кузнецов      | 11        | 1         | 1         | 2         | 13        | —                 | —                 | —                 | —                 | —                 |
| Андрій Бущан          | 2         | 0         | 0         | 0         | 0         | 7                 | 0                 | 1                 | 1                 | 2                 |
| Сергій Акулов         | —         | —         | —         | —         | —         | 27                | 0                 | 1                 | 1                 | 15                |
| Нападники             |           |           |           |           |           |                   |                   |                   |                   |                   |
| Ігор Фуніков          | 24        | 9         | 4         | 13        | 6         | 36                | 16                | 7                 | 23                | 14                |
| Альфред Юнусов        | 26        | 8         | 3         | 11        | 0         | 35                | 9                 | 5                 | 14                | 2                 |
| Сергій Повечеровський | 26        | 4         | 7         | 11        | 12        | 33                | 11                | 15                | 26                | 26                |
| Михайло Анферов       | 26        | 6         | 4         | 10        | 6         | 36                | 11                | 16                | 27                | 16                |
| Ігор Коржилов         | 26        | 2         | 8         | 10        | 8         | 29                | 2                 | 4                 | 6                 | 10                |
| Андрій Сидоров        | 18        | 7         | 2         | 9         | 2         | 27                | 9                 | 3                 | 12                | 12                |
| Владислав Єршов       | 25        | 3         | 3         | 6         | 16        | 20                | 6                 | 6                 | 12                | 18                |
| Віталий Карамнов      | 23        | 4         | 1         | 5         | 19        | 35                | 4                 | 4                 | 8                 | 22                |
| Костянтин Буценко     | 26        | 2         | 3         | 5         | 8         | 34                | 6                 | 3                 | 9                 | 22                |
| Геннадій Кожокін      | 21        | 4         | 0         | 4         | 8         | 33                | 6                 | 3                 | 9                 | 4                 |
| Олексій Трасеух       | 25        | 3         | 1         | 4         | 6         | 36                | 18                | 13                | 31                | 10                |
| Віталій Литвиненко    | 22        | 1         | 1         | 2         | 8         | 26                | 2                 | 1                 | 3                 | 2                 |
| Анатолій Варивончик   | 26        | 1         | 1         | 2         | 6         | —                 | —                 | —                 | —                 | —                 |
| Валерій Чорний        | 5         | 0         | 0         | 0         | 0         | —                 | —                 | —                 | —                 | —                 |
| Геннадій Самойленко   | 1         | 0         | 0         | 0         | 0         | —                 | —                 | —                 | —                 | —                 |
| Місхат Фахрутдінов    | —         | —         | —         | —         | —         | 36                | 19                | 15                | 34                | 8                 |
| Вадим Сливченко       | —         | —         | —         | —         | —         | 2                 | 0                 | 0                 | 0                 | 0                 |
| Олександр Кобіков     | —         | —         | —         | —         | —         | 2                 | 0                 | 0                 | 0                 | 0                 |

## Молодіжна команда
У попередньому раунді молодіжного чемпіонату СРСР брав участь харківський «Спортінтернат» За команду грали:
Воротарі:
- Неділько Євген (1970)
- Соловйов Андрій (1972)
- Яблуков Георгій (1972)

Польові гравці:
- Пазій Денис (1971)
- Любий Андрій
- Бущан Андрій (1970)
- Салієв Валерій (1970)
- Самойлов Ігор (1971)
- Бондаренко Олександр (1971)
- Іваненко Олександр (1971)
- Запорожець Юрій (1971)
- Сливченко Вадим (1970)
- Талдикін Владислав (1971)
- Шубін Андрій (1972)
- Сиченко Євген (1970)
- Каторгін Олександр (1972)
- Ігнатьєв Олег (1971)
- Єрьомін Володимир (1970)
- Кожевников Вадим (1972)
- Литвиненко Віталій (1970)
- Полузеров Андрій (1971)
- Шнейдер Валерій (1971)

## Юнацька команда
У попередньому раунді юнацького чемпіонату СРСР брав участь харківський «Спортінтернат» За команду грали:
Воротарі:
- Чекменьов Микола (1972)
- Яблуков Георгій (1972)

Польові гравці:
- Мохир Олексій (1972)
- Дитиненко Альберт (1972)
- Кузнецов Вадим (1972)
- Андрєєв Дмитро (1972)
- Васильєв Олег (1973)
- Огурцов Олексій (1972)
- Ковальчук Костянтин (1972)
- Куликов Валерій (1972)
- Горевий Олександр (1972)
- Запорожченко Геннадій (1972)
- Губенко Олександр
- Теренін Едуард
- Павлишин Валерій (1973)
- Воєводенко Євген (1973)
- Серков Ігор (1972)
- Дрижак Сергій (1973)
- Никаноров Олександр (1972)
- Холодов В'ячеслав (1973)
- Каторгін Олександр (1972)
- Кожевников Вадим (1972)
- Гутянко Олександр (1972)